# Dichaetomyia flavipalpis
Dichaetomyia flavipalpis este o specie de muște din genul Dichaetomyia, familia Muscidae. A fost descrisă pentru prima dată de Stein în anul 1915. Conform Catalogue of Life specia Dichaetomyia flavipalpis nu are subspecii cunoscute.